# Гангстер № 1 (альбом)
«Га́нгстер №1» — тринадцатый студийный альбом Григория Лепса, выпущенный 4 марта 2014 года. 28 февраля 2014 года альбом стал доступен для предзаказа на iTunes Store, а 3 песни — «Московская песня», «Плен» (feat. Артём Лоик) и «Зеркала» (feat. Ани Лорак) — были доступны для скачивания. Всего в альбом вошли 16 композиций. Концертная презентация альбома состоялась в Crocus City Hall 4, 6 и 8 марта. Одновременно альбом вышел на виниле.

## История
13 июля 2013 года в Новой Москве прошли съёмки клипа на песню Григория Лепса и Ани Лорак «Зеркала», релиз которого состоялся 18 сентября 2013 года.
В июле 2013 года в рамках фестиваля «Новая Волна» состоялись премьеры песен «Зеркала» (feat. Ани Лорак), «Брат Никотин» (feat. Тимати & Артём Лоик), «Плен» (feat. Артём Лоик) и «Московская песня».
Осенью 2013 года синглы «Зеркала» (feat. Ани Лорак), «Плен» (feat. Артём Лоик) и «Московская песня» появились в iTunes Store.
В октябре 2013 года Минфин США обвинило Григория Лепса в связях с мафией, что послужило причиной назвать новую концертную программу певца «Гангстер №1».
1 января 2014 года в программе «Новогодний парад звезд» на телеканале «Россия 1» состоялась премьера песни «Господи, дай мне сил».
В феврале 2014 года состоялись съёмки клипа на песню «Господи, дай мне сил».

## Список композиций
1. «Не уверен» — Г. Лепс (7:11)
2. «Стаканы» — Б. Гребенщиков (2:38)
3. «Господи, дай мне сил» — С. Шнуров/С. Шнуров, Г. Лепс (3:05)
4. «Больше не будет» — T. Winstanley, P. Drew, G. Watts, P. Barringer/Г. Лепс, К. Кавалерян (4:37)
5. «На мосту» — М. Орлов (3:37)
6. «Если хочешь — уходи» — Д. Митькин (3:32)
7. «Ты пришла…» — Г. Лепс (3:35)
8. «Московская песня» — Л. Шапиро (3:31)
9. «Выбрось из головы» — П. Евлахов (3:29)
10. «Быстрее…» — T. Nichols, A. Bagge, P. Aström, A. Kane/К. Кавалерян, Г. Лепс (4:08)
11. «Ангел ушёл в запой» (А. Бокареву посвящается) — В. Элик, А. Тюстин/В. Элик, О. Кошелев (3:23)
12. «Брат Никотин» (совместно с Тимати и А. Лоиком) — Б. Гребенщиков/Б. Гребенщиков, А. Лоик, Т. Юнусов (4:00)
13. «Плен» (совместно с А. Лоиком) — Г. Богданов, Г. Лепс/Г. Лепс, А. Лоик, К. Кавалерян (4:21)
14. «Небо на ладони» — И. Павлиашвили/К. Губин (3:50)
15. «Зеркала» (совместно с А. Лорак) — Л. Молочник, А. Золотарев, К. Костомаров (3:45)
16. «Новый год» — В. Бирюков (4:34)

## Коммерческий успех альбома
Альбом «Гангстер № 1» занял первую строчку чарта российского отделения iTunes Store.